# 第2次L・L・ラスムセン内閣
第2次L・L・ラスムセン内閣は、ラース・ロッケ・ラスムッセンの第3内閣が引き継ぎ、2015年6月28日から2016年11月28日までの間に就任し、デンマーク政府だった。
この内閣は、1981-82年の第5次アンカー・ヨルゲンセン内閣以来、ヴェンスタ一党からなる少数党政府だった。 この内閣は、デンマーク国民党、自由同盟、保守党によって支持された。

## 大臣の一覧
| 役職                          | 画像 | 氏名                             | 政党       | 任期                         |  |
| ----------------------------- | ---- | -------------------------------- | ---------- | ---------------------------- |  |
| 首相                          |      | ラース・ロッケ・ラスムセン       | ヴェンスタ | 2015年6月28日-2016年11月28日 |  |
| 外務大臣                      |      | クリスチャン・イェンセン         | ヴェンスタ | 2015年6月28日-2016年11月28日 |  |
| 財務大臣                      |      | Claus Hjort Frederiksen          | ヴェンスタ | 2015年6月28日-2016年11月28日 |  |
| 文化・教会大臣                |      | Bertel Haarder                   | ヴェンスタ | 2015年6月28日-2016年11月28日 |  |
| 商務・ビジネス・成長大臣      |      | トロールス・ルンド・ポールセン   | ヴェンスタ | 2015年6月28日-2016年11月28日 |  |
| 環境・食品大臣                |      | Eva Kjer Hansen                  | ヴェンスタ | 2015年6月28日-2016年11月28日 |  |
| 環境・食品大臣                |      | Esben Lunde Larsen               | ヴェンスタ | 2015年6月28日-2016年11月28日 |  |
| 運輸・建築大臣                |      | ハンス・クリスチャン・シュミット | ヴェンスタ | 2015年6月28日-2016年11月28日 |  |
| 統合住宅大臣                  |      | IngerStøjberg                    | ヴェンスタ | 2015年6月28日-2016年11月28日 |  |
| 法務大臣                      |      | ソーレン・ピン                   | ヴェンスタ | 2015年6月28日-2016年11月28日 |  |
| エネルギー供給・気候問題大臣  |      | ラース・クリスチャン・リルホルト | ヴェンスタ | 2015年6月28日-2016年11月28日 |  |
| エネルギー供給・気候問題大臣  |      | エレン・トレーン・ノルビー       | ヴェンスタ | 2015年6月28日-2016年11月28日 |  |
| 厚生大臣                      |      | ゾフィー・ルーデ                 | ヴェンスタ | 2015年6月28日-2016年11月28日 |  |
| 税務大臣                      |      | カルステン・ラウリッツェン       | ヴェンスタ | 2015年6月28日-2016年11月28日 |  |
| 科学技術、 情報と高等教育大臣 |      | Esben Lunde Larsen               | ヴェンスタ | 2015年6月28日-2016年2月29日  |  |
| 科学技術、 情報と高等教育大臣 |      | Ulla Tørnæs                      | ヴェンスタ | 2016年2月29日-2016年11月28日 |  |
| 国防大臣                      |      | カール・ホルスト                 | ヴェンスタ | 2015年6月28日-2015年9月30日  |  |
| 国防大臣                      |      | ピーター・クリステンセン         | ヴェンスタ | 2015年9月30日-2016年11月28日 |  |
| 労働大臣                      |      | Jørn Neergaard Larsen            | ヴェンスタ | 2015年6月28日-2016年11月28日 |  |